# Árabe sirio septentrional
El árabe sirio septentrional (en árabe: اللهجة السورية الشمالية‎ / ALA-LC: al-lahjat as-Sūriyat ash-Shamāliyah) es la variedad de árabe hablada en el norte de Siria. Este dialecto es hablado principalmente en la región de Alepo. Esta es una variante del árabe levantino. La ciudad más septentrional de Líbano, Trípoli también tiene una acento bastante similar al encontrado en Alepo.